# Italian Grand Master
L’Italian Grand Master è una manifestazione sportiva internazionale del gioco delle Freccette.
 La F.I.G.F.- Federazione Italiana Gioco Freccette organizza annualmente l'Italian Grand Master: uno degli eventi mondiali del circuito WDF World Dart Federation.
Questa manifestazione si svolge dal 2009 e dal 2010 assegna punti ai giocatori validi per le classifiche mondiali.
Nel 2009 la manifestazione è stata inserita nel calendario come "manifestazione dimostrativa" (Demo), dall'anno successivo invece ha ottenuto un riconoscimento effettivo ed è valida per il campionato mondiale WDF.
L'evento prevede due tornei individuali: maschile e femminile. 
Si svolge, sin dalla prima edizione, presso il Palacavicchi di Pieve di Cento (Bologna) a novembre.

## Risultati torneo maschile
| Year | WDF Rank | Champion           | Score | Runner-Up       | Total Prize Money | Champion | Runner-Up |
| ---- | -------- | ------------------ | ----- | --------------- | ----------------- | -------- | --------- |
| 2009 | demo     | Cyril Blot         | beat  | Marco Apollonio | €1,610            | €500     | €250      |
| 2010 | 3        | Franco Bertini     | 5-2   | Luca Catallo    | €2,000            | €750     | €430      |
| 2011 | 3        | Max Hopp           | 6-5   | Luca Catallo    | €2,000            | €750     | €430      |
| 2012 | 3        | Mer-Cabril Allarce | 6-2   | Trevor Perry    | €2,000            | €750     | €400      |
| 2013 | 3        | Martin Barrett     | 6-4   | Luca Catallo    | €2,000            | €750     | €400      |
| 2014 | 2        | Mattew Medhurst    | 6-3   | Marco Apollonio | €2,400            | €800     | €400      |
| 2015 | 2        | Norbert Attard     | 6-3   | Godfrey Abela   | €2,400            | €800     | €400      |
| 2016 | 2        | Wesley Harms       | 6-1   | Martin Adams    | €4,800            | €1,600   | €800      |

## Risultati torneo femminile
| Year | WDF Rank | Champion         | Score | Runner-Up        | Total Prize Money | Champion | Runner-Up |
| ---- | -------- | ---------------- | ----- | ---------------- | ----------------- | -------- | --------- |
| 2009 | demo     |                  |       |                  |                   |          |           |
| 2010 | 3        | Laura Ariani     | beat  | Giada Ciofi      | €1010             | €450     | €200      |
| 2011 | 3        | Giada Ciofi      | 5-0   | Barbara Osti     | €1010             | €450     | €200      |
| 2012 | 3        | Barbara Osti     | 5-1   | Gaiga Veleda     | €1000             | €400     | €200      |
| 2013 | 3        | Samantha Piccolo | 5-2   | Giovanna Novelli | €1000             | €400     | €200      |
| 2014 | 3        | Annette Lord     | 5-3   | Giada Ciofi      | €770              | €250     | €150      |
| 2015 | 3        | Giada Ciofi      | 5-4   | Biagetti Talita  | €770              | €250     | €150      |
| 2016 | 3        | Aileen De Graaf  | 5-4   | Trina Gulliver   | €1350             | €500     | €250      |